# Краківське воєводство (1793)

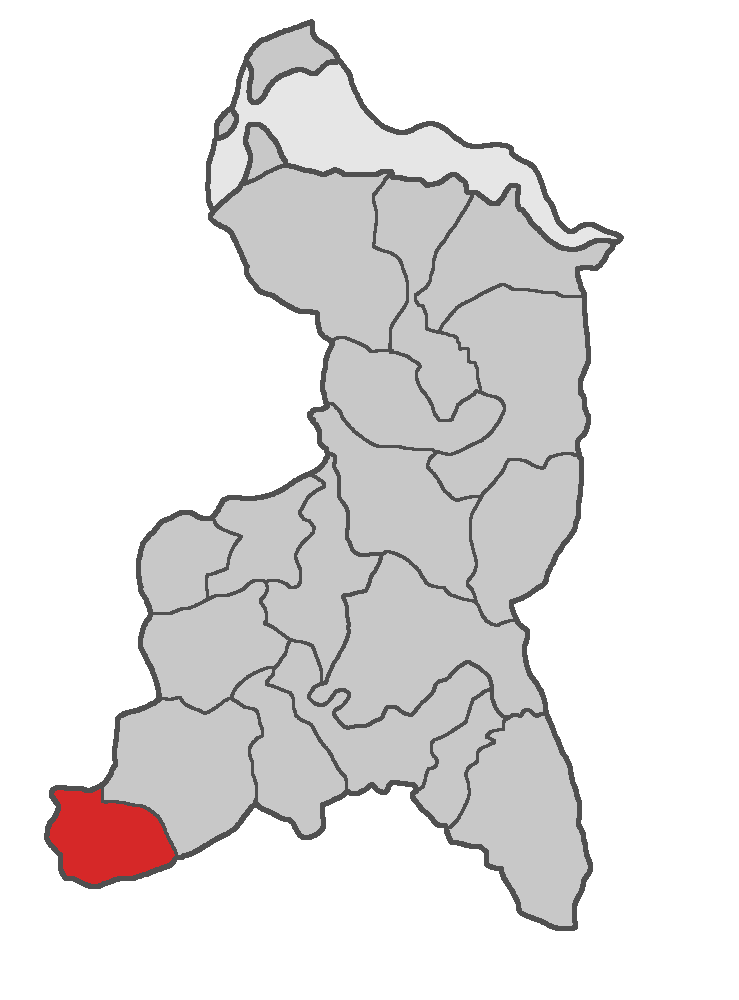
Воєводство на карті Речі Посполитої

Краківське воєводство (пол. Województwo krakowskie) — воєводство, що було створене на Гродненському сеймі 23 листопада 1793 р. Воєводство мало мати двох сенаторів у сеймі (воєводу і каштеляна) і шість депутатів, що обираються на чотири роки (по два від кожної землі). Сеймики мали відбутися у парафіяльній церкві в Жарновці.
Воєводство поділялося на три землі:
- Краківська
- Прововська
- Жарновецька